# Cuijiatou (köpinghuvudort i Kina, Shaanxi, lat 34,64, long 107,23)
Cuijiatou är en köpinghuvudort i Kina. Den ligger i provinsen Shaanxi, i den nordvästra delen av landet, omkring 160 kilometer väster om provinshuvudstaden Xi'an. Antalet invånare är 8 020. Befolkningen består av 3 691 kvinnor och 4 329 män. Barn under 15 år utgör 14,0 %, vuxna 15-64 år 76 %, och äldre över 65 år 8,0 %.
Runt Cuijiatou är det tätbefolkat, med 397 invånare per kvadratkilometer. Närmaste större samhälle är Fengxiang Chengguanzhen, 19,3 km sydost om Cuijiatou. Trakten runt Cuijiatou består till största delen av jordbruksmark.
Genomsnittlig årsnederbörd är 674 millimeter. Den regnigaste månaden är september, med i genomsnitt 165 mm nederbörd, och den torraste är december, med 2 mm nederbörd.